# Physalaemus erythros
Espèce
Statut de conservation UICN

 DD  : Données insuffisantes
Physalaemus erythros est une espèce d'amphibiens de la famille des Leptodactylidae.

## Répartition
Cette espèce est endémique de l'État du Minas Gerais au Brésil. Elle se rencontre à environ 1 600 m d'altitude dans la serra do Italcolomi et la serra do Caraça dans la serra do Espinhaço,.

## Publication originale
- Caramaschi, Feio & Guimarães, 2003 : A New, Brightly Colored Species of Physalaemus (Anura: Leptodactylidae) from Minas Gerais, Southeastern Brazil. Herpetologica, vol. 59, no 4, p. 519-524.